# 응우옌후이호앙 (수영 선수)
응우옌후이호앙(베트남어: Nguyễn Huy Hoàng, 2000년 7월 10일~)은 베트남의 수영 선수이다. 

## 경력
2000년 꽝빈성 뚜옌호아현에 위치한 마을인 타인띠엔에서 6형제 중 막내로 태어났다. 그의 부모는 마을에서 어부로 일했으며 어릴 때부터 물을 가까이 하여 수영에 흥미를 가졌다.
2011년에 꽝빈성 스포츠 센터 장학생으로 선발되어 수영 훈련을 받았으며 2013년에 호찌민 국립 스포츠 센터에서 훈련을 받았다. 같은 해에 베트남 청소년 수영 선수권 대회에서 자유형 종목 금메달을 획득하면서 청소년 국가대표로 발탁되었다. 2015년 12월에 베트남 다낭에서 열린 동남아시아 청소년 수영 선수권 대회에 참가하면서 처음으로 국제 대회에 출전했고 대회 5관왕에 올랐다.
2017년에 베트남 성인 국가대표로 발탁되었으며 그 해 8월 말레이시아 쿠알라룸푸르에서 열린 2017년 동남아시아 경기 대회에 참가하면서 첫 성인 국제 대회에 데뷔했다. 그는 1500m 자유형 종목에서 금메달을 획득했고 200m 자유형 계영에서 은메달을 획득했다.
2018년 9월 인도네시아 자카르타에서 열린 2018년 아시안 게임에 참가하여 1500m 종목에서 중국의 쑨양의 뒤를 이어 은메달을 획득했고 800m 종목에서 동메달을 획득했다. 같은 해 10월에는 아르헨티나 부에노스아이레스에서 열린 2018년 하계 청소년 올림픽 남자 자유형 800m에서 금메달을 따내면서 베트남 청소년과 성인 올림픽 역사상 처음으로 수영 금메달을 획득하였다.